# François Darlan
François Darlan (Nérac, 7 agosto 1881 – Algeri, 24 dicembre 1942) è stato un ammiraglio e politico francese; fu comandante in capo della Marine nationale e vicepresidente del Consiglio dei ministri nel Regime di Vichy.

## Biografia

### Le origini e la formazione
Darlan nacque a Nérac, nel dipartimento di Lot-et-Garonne.
Un suo bisnonno morì nella battaglia di Trafalgar., mentre suo padre Jean-Baptiste Darlan (1848-1912), fu eletto alla Camera per il Partito Repubblicano, Radicale e Radical-Socialista e ricoprì la carica di ministro della giustizia nel governo Jules Méline. Quando scoppiò l'affare Dreyfus, come ministro tentò d'intervenire in favore di Alfred Dreyfus.
Nel 1899 entrò all'École navale, diplomandosi nel 1901.

### Carriera militare
Fu destinato nel 1902 dalla Marine nationale in Estremo oriente. Durante la prima guerra mondiale comandò reparti di artiglieria di marina, impiegati sul fronte terrestre, che presero parte nel 1916 alla battaglia di Verdun.
Politicamente vicino al centro-sinistra per tradizione familiare, ebbe rapide promozioni: fu promosso contrammiraglio nel 1929 e viceammiraglio nel 1932. Dal 1934 al 1936 comandò la Squadra atlantica della Marine nationale, per essere poi nominato comandante in capo della flotta nazionale. Venne infine nominato ammiraglio nel 1936 e Capo di stato maggiore della Marina nel 1937.
Questi rapidi avanzamenti di una carriera svolta anche negli uffici ministeriali fecero in modo che i suoi rivali politici lo soprannominassero «l'ammiraglio che non ha mai visto il mare».
Il 6 giugno 1939 fu nominato ammiraglio della flotta, un titolo creato apposta per lui in modo da garantire al comandante della quarta marina mondiale di partecipare alle conferenze ed agli incontri internazionali.
Scoppiata la seconda guerra mondiale, Darlan divenne comandante in capo della marina francese.

### L'adesione al Regime di Vichy
Darlan era immensamente orgoglioso della marina francese che aveva contribuito a costruire e, dopo che le forze dell'Asse sconfissero la Francia (maggio-giugno 1940), il 3 giugno minacciò che si sarebbe ammutinato e avrebbe guidato la flotta a combattere sotto la bandiera britannica in caso di un armistizio.
Successivamente, però, Darlan approvò l'armistizio con la Germania firmato dal maresciallo Philippe Pétain.
L'ammiraglio Darlan il 16 giugno fu nominato ministro della Marina nel primo governo Pétain, poi del Regime di Vichy, e prese impegno a non cedere in nessun caso la flotta francese ai tedeschi.
In luglio rimase molto scioccato per l'aggressione subita da parte della flotta britannica che portò alla distruzione della flotta francese a Mers-el-Kébir e, sentendosi tradito dai vecchi compagni d'arme inglesi, si dichiarò favorevole a sua volta anche a dichiarare guerra all'Inghilterra. Pétain riuscì a calmarlo e applicò all'Inghilterra delle rappresaglie puramente simboliche, come la rottura delle relazioni diplomatiche.

### Capo del governo
Il 10 febbraio 1941 succedette a Pierre-Étienne Flandin come capo del Governo; il titolo ufficiale era "Vicepresidente del consiglio dei ministri", in quanto il capo dello Stato era ufficialmente anche Presidente del consiglio. Nel Governo di Vichy erano altresì presenti gli ammiragli Charles Platon, Gabriel Auphan e Jean-Pierre Esteva. Mantenne il suo governo neutrale nel conflitto. L'11 maggio 1941, nel contesto della rivolta anti-britannica in Iraq, incontrò Hitler a Berchtesgaden.
Il 13 agosto 1941 l'ammiraglio Darlan assunse anche la carica di ministro della difesa nazionale del regime di Vichy.
Il regime tedesco aveva bisogno del diritto di passaggio attraverso la Siria, all'epoca protettorato francese, per aprire uno scenario bellico in Medio Oriente. Darlan cercò di negoziare il diritto di transito contro la promessa tedesca di difendere le colonie francesi d'oltremare contro gli inglesi ed eventualmente gli americani. Secondo Herbert R. Lottman, biografo di Pétain, Darlan assicurò Hitler che la scelta della Francia rispondeva a una «necessità storica ineluttabile».
Divenuto successore designato del maresciallo Pétain, Darlan guidò il governo fino all'aprile 1942, quando si dimise a favore di Pierre Laval. Parte della storiografia sostiene che Hitler spinse Pétain a rimpiazzare Darlan con un politico più filotedesco, come Laval.
Nello stesso aprile 1942, si istituì un "Comando supremo delle Forze Armate di terra, mare e aria" dello Stato francese e comandante in capo fu nominato l'ammiraglio Darlan, direttamente agli ordini del capo dello Stato Philippe Pétain e non di Laval.

### Commissario per l'Africa e morte
Dal 5 novembre 1942 Darlan, insieme alla moglie Berthe Morgan, si trovava ad Algeri, al capezzale dell'unico suo figlio, Alain, ammalato di poliomielite ed in imminente pericolo di vita. Ricoverato presso l'ospedale di Algeri dal 15 ottobre il giovane Alain Darlan (1914-83) era ufficiale di complemento di marina col grado di guardiamarina. 
L'8 novembre gli Alleati attaccarono il Marocco francese per passare poi nell'Algeria francese, scontrandosi con le truppe francesi fedeli al governo di Vichy. Mentre si trovava ad Algeri, Darlan fu contattato da agenti alleati che lo consideravano rappresentante di Pétain. Dopo lunghe discussioni, Darlan si risolse a dare ordine di cessare i combattimenti e gli Alleati entrarono facilmente ad Algeri.
Il 10 novembre un telegramma di Vichy, però, disconobbe Darlan e nominò Charles Noguès rappresentante del maresciallo Pétain in Africa.
Sotto pressione americana fu riorganizzato il governo francese in Africa: Darlan divenne Alto Commissario per l'Africa del Nord e dell'Ovest francese, mentre Henri Giraud divenne capo delle forze armate in oltremare, l'Armée d'Afrique, per la Francia Libera. Il cambio di fronte fu approvato da Eisenhower, interessato all'opportunità di prendere il Nordafrica senza troppe perdite, ma creò malcontento tra i francesi d'Algeria vicini alla Francia Libera. Darlan tuttavia era malvisto dagli inglesi e rappresentava un potenziale rivale al primato di de Gaulle sulle forze della Francia Libera.
Intanto, sentendosi traditi, i tedeschi misero subito in atto l'"Operazione Anton", che l'11 novembre 1942 portò all'occupazione del regime di Vichy, ma non riuscirono a occupare in tempo il porto di Tolone dove era di stanza la flotta francese, che procedette all'autoaffondamento.
Il governo di Darlan durò poche settimane: fu assassinato il 24 dicembre, con due colpi di pistola, da Fernand Bonnier de la Chapelle, un giovane militante monarchico, nei corridoi del palazzo del governo di Algeri. Bonnier fu condannato a morte e giustiziato il 26 dicembre mediante fucilazione. La morte di Darlan cambiò notevolmente la situazione politica in Nord Africa, consentendo l'assunzione delle autorità civili e militari sotto il generale Henri Giraud e, infine, l'unificazione degli organi decisionali del Comitato francese di liberazione nazionale sotto l'autorità del generale de Gaulle.